# Colm Kiernan
Colm Kiernan, född 25 december 1968 i Wexford, Irland, är en irländsk/svensk poet, producent, förläggare och översättare. Han använder även den ursprungliga irländska stavningen av hans namn, Ó Ciarnáin. 
Han bosatte sig i Tranås när han var 22 år gammal. Kiernan driver två förlag, Kultivera Produktion och Chap Förlag, som har gett ut flera titlar, mestadels poesi. Han har varit med och startat två poesifestivaler, är chef för Tranås at the Fringe Festival och Kultiveras internationella kulturresidens i Tranås. Han har publicerats på engelska, svenska, spanska och hindi.